# Хав'єр Чевантон
Ернесто Хав'єр Чевантон Еспіноза (ісп. Ernesto Javier Chevantón Espinosa, нар. 12 серпня 1980, Хуан-Лакасе, Уругвай) — уругвайський футболіст, що грав на позиції нападника. Володар Кубка Іспанії з футболу, Кубка УЄФА та Суперкубка УЄФА. 
Виступав, зокрема, за клуби «Лечче», «Монако» та «Севілья», а також національну збірну Уругваю.

## Клубна кар'єра
Народився 12 серпня 1980 року в місті Хуан-Лакасе. Вихованець футбольної школи клубу «Данубіо». Дорослу футбольну кар'єру розпочав 1997 року в основній команді того ж клубу, в якій провів чотири сезони, взявши участь у 62 матчах чемпіонату. У складі «Данубіо» був одним з головних бомбардирів команди, маючи середню результативність на рівні 0,85 голу за гру першості.
2001 року підписав контракт з італійським «Лечче». В першому ж сезоні він забив 12 голів у 27 матчах, що проте не допомогло команді утриматися в Серії А та вилетіти з вищого дивізіону. В наступному сезоні Чевантон уже став лідером команди та головним бомбардиром, забивши 18 голів та допомігши Лечче повернутися до елітного дивізіону Італії. В сезоні 2003–2004 він забив 19 голів, що було четвертим результатом та на 5 голів менше від кращого бомбардира Серії А того року — Андрія Шевченка.
2004 року після втрати Фернандо Мор'єнтеса «Монако» викупила Чевантона у «Лечче» та підписали з ним контракт на чотири роки. Цей період його кар'єри супроводжувався частими травмами та боротьбою за місце в основному складі спочатку з Хав'єром Савіолою, Еммануелем Адебайором, Мохамедом Каллоном, а згодом з Крістіаном В'єрі та Марко Ді Вайо. Незважаючи на всі труднощі, Чевантон і в «Монако» демонстрував високу результативність.
2006 року «Монако» та «Севілья» домовилися про трансфер Чевантона, про який було оголошено 1 серпня. Відіграв за клуб з Севільї наступні чотири сезони своєї ігрової кар'єри. За цей час виграв з командою титул володаря Кубка Іспанії з футболу, Кубка УЄФА та Суперкубка УЄФА.
Після «Севільї» кар'єра Чевантона пішла на спад. Протягом 2010—2013 років захищав кольори клубів «Аталанта», «Лечче», «Колон», знову «Лечче» та «КПР».
Завершив професійну ігрову кар'єру у клубі «Ліверпуль» (Монтевідео), за команду якого виступав протягом 2014—2014 років.

## Виступи за збірні
1999 року залучався до складу молодіжної збірної Уругваю.
2001 року дебютував у складі національної збірної Уругваю у матчі проти Аргентини. Протягом кар'єри у національній команді провів у формі головної команди країни 22 матчі, забивши 7 голів.
У складі збірної був учасником розіграшу Кубка Америки 2001 року у Колумбії.
| Дата       | Місто             | Господарі | Результат | Гості     | Турнір            | Голи | Примітки |
| ---------- | ----------------- | --------- | --------- | --------- | ----------------- | ---- | -------- |
| 14-07-2001 | Медельїн          | Болівія   | 0 – 1     | Уругвай   | Копа Америка 2001 | 1    | 79'      |
| 04-09-2001 | Ліма              | Перу      | 0 – 2     | Уругвай   | Відбір до ЧС 2002 | -    | 65'      |
| 07-10-2001 | Монтевідео        | Уругвай   | 1 – 1     | Колумбія  | Відбір до ЧС 2002 | -    | 46'      |
| 20-11-2001 | Мельбурн          | Австралія | 1 – 0     | Уругвай   | Відбір до ЧС 2002 | -    | 77'      |
| 28-03-2003 | Токіо             | Японія    | 2 – 2     | Уругвай   | товариський матч  | -    | 63'      |
| 16-07-2003 | Ла-Плата (місто)  | Аргентина | 2 – 2     | Уругвай   | товариський матч  | 1    |          |
| 20-08-2003 | Флоренція         | Уругвай   | 2 – 3     | Аргентина | товариський матч  | -    | 49'      |
| 07-09-2003 | Монтевідео        | Уругвай   | 5 – 0     | Болівія   | Відбір до ЧС 2006 | 2    |          |
| 10-09-2003 | Асунсьйон         | Парагвай  | 4 – 1     | Уругвай   | Відбір до ЧС 2006 | 1    |          |
| 15-11-2003 | Монтевідео        | Уругвай   | 2 – 1     | Чилі      | Відбір до ЧС 2006 | 1    |          |
| 19-11-2003 | Куритиба          | Бразилія  | 3 – 3     | Уругвай   | Відбір до ЧС 2006 | -    | 54'      |
| 18-02-2004 | Кінгстон (Ямайка) | Ямайка    | 2 – 0     | Уругвай   | товариський матч  | -    |          |
| 31-03-2004 | Монтевідео        | Уругвай   | 0 – 3     | Венесуела | Відбір до ЧС 2006 | -    | 59'      |
| 01-06-2004 | Монтевідео        | Уругвай   | 1 – 3     | Перу      | Відбір до ЧС 2006 | -    |          |
| 06-06-2004 | Барранкілья       | Колумбія  | 5 – 0     | Уругвай   | Відбір до ЧС 2006 | -    |          |
| 09-10-2004 | Буенос-Айрес      | Аргентина | 4 – 2     | Уругвай   | Відбір до ЧС 2006 | 1    | 43'      |
| 12-10-2004 | Ла-Пас            | Болівія   | 0 – 0     | Уругвай   | Відбір до ЧС 2006 | -    | 78'      |
| 17-11-2004 | Монтевідео        | Уругвай   | 1 – 0     | Парагвай  | Відбір до ЧС 2006 | -    |          |
| 30-03-2005 | Монтевідео        | Уругвай   | 1 – 1     | Бразилія  | Відбір до ЧС 2006 | -    | 72'      |
| 04-06-2005 | Маракайбо         | Венесуела | 1 – 1     | Уругвай   | Відбір до ЧС 2006 | -    | 84'      |
| 07-06-2005 | Ліма              | Перу      | 0 – 0     | Уругвай   | Відбір до ЧС 2006 | -    | 71'      |
| 11-10-2008 | Буенос-Айрес      | Аргентина | 2 – 1     | Уругвай   | Відбір до ЧС 2010 | -    | 73'      |
| Усього     |                   | Матчів    | 22        |           | Голів             | 7    |          |

## Титули і досягнення
- Володар Кубка Іспанії з футболу (1):

«Севілья»:  2006-2007
- Володар Кубка УЄФА (1):

«Севілья»:  2006-2007
- Володар Суперкубка УЄФА (1):

«Севілья»:  2006
- Володар Суперкубка Іспанії з футболу (1):

«Севілья»: 2007